# Doleschallia tualensis
Doleschallia tualensis är en fjärilsart som beskrevs av Hans Fruhstorfer 1899. Doleschallia tualensis ingår i släktet Doleschallia och familjen praktfjärilar. Inga underarter finns listade i Catalogue of Life.